# グレプ・フセスラヴィチ
グレプ・フセスラヴィチ（ベラルーシ語: Глеб Усяславіч、? - 1119年9月13日）は、ポロツク公フセスラフの子であり、ポロツク・イジャスラフ朝(ru)支流のミンスク家の祖である。ミンスク公：1101年 - 1119年。

## 生涯
グレプは1106年の、バルト人の一部族であるゼムガレ族(ru)への遠征の記述の中に言及が見られる。なお、それに先立つ1104年には、キエフ大公ウラジーミル・モノマフの子のヤロポルクや、オレグ、ヴォエヴォダ・プチャタらの軍がミンスクを包囲しようとするが失敗に終わっている。
1116年、グレプはキエフ大公国のウラジーミル・モノマフとの戦争を始め、スルツクを焼きはらった。それに対して、モノマフとその子たち、上記のオレグの子たち、チェルニゴフ公ダヴィドらの軍がミンスクに向かった。モノマフの子ら(ru)はオルシャ、ドルツクを陥とし、ミンスクを包囲した。グレプはモノマフとの和平交渉を模索し始めると、モノマフはキリスト教徒の血を流すことを望まない、として和平に応じ、ミンスクをグレプに返還した。
しかし和平交渉を締結したにもかかわらず、グレプは1119年に新たな戦争を始めた。モノマフの子のムスチスラフはグレプを捕らえ、キエフへと護送した。グレプは同年に死亡した。

## 妻子
妻はヴォルィーニ公ヤロポルクの娘のアナスタシヤ（1090年結婚）。子には以下の人物がいる。
- ロスチスラフ：ミンスク公、ポロツク公。
- ヴォロダリ：ミンスク公、ポロツク公。
- フセヴォロド(be)：イジャスラヴリ公、ストレジェフ公。
- イジャスラフ

また、ミクラをグレプの子、あるいはイジャスラフと同一人物とする説がある。